# 若狭敬一のスポ音
『若狭敬一のスポ音』（わかさけいいちのスポおん）は、CBCラジオで放送されているドラゴンズ情報&音楽番組。2009年4月12日放送開始。

## 概要
CBCアナウンサーのおしゃべりメガネこと若狭敬一が、主に中日ドラゴンズの情報など、スポーツの話題を中心に、交通情報、天気予報、ゲストをまじえての軽快なトークや、1970年代から2010年代の懐かしい音楽を送るラジオ番組。
2009年4月の放送開始以来毎週日曜日に放送していたが、2017年4月より毎週土曜日の放送となる。また、2017年3月まで放送されていた「ザ・土曜天国」と同様に、月1回程度、高速道路のサービスエリアやイベント会場から公開生放送を行う。
2020年5月16日に放送された「エンジョイホーム　テレトーク～スポ音流にストレスを考える～」が2020年日本民間放送連盟賞（ラジオ生ワイド番組）を受賞した。
2024年3月までは生放送であったが、2024年4月の改編より収録番組に変更され、放送時間も12:20から13:00に短縮（13:00からは戸井康成のスポ音ザ・パーク（パーソナリティ：戸井康成・まーぼ春雨（盛庵））の放送となったが、9月28日に終了）。
2024年3月まで金曜日の「ドラ魂キング」内で放送されていた「レッツ草野球トクサンラジオwithライパチ」のコーナーが、2024年4月の改編後はこの番組内へ移動することが、2024年3月22日の「ドラ魂キング」放送内で発表された。2024年10月の改編で「カトリーナの全部全力」内へ移動したが、2025年4月改編で再びこの番組内に戻された。

## 放送時間
日曜日時代

ナイターイン期
- 2009年4月12日 - 10月4日 （日曜日17:00 - 17:53）

- 2010年4月11日 - 10月3日 （日曜日17:00 - 19:00）

- 2011年4月10日 - 10月16日 （日曜日17:00 - 19:00）

- 2012年4月1日 - 9月30日 （日曜日16:30 - 19:00）

- 2013年3月31日 - 2013年9月29日 （日曜日16:30 - 19:00）

- 2014年3月30日 - 9月28日 （日曜日16:30 - 19:30）

- 2015年3月29日 - 9月27日 （日曜日16:30 - 19:30）（18:15 - 18:45は、『進藤晶子のBelieve in』（2015年6月28日まで）、18:45 - 19:00は、『対話の力〜世界と語る〜』を放送）

- 2016年3月27日 - 9月25日 （日曜日16:30 - 19:30）（18:45 - 19:00は、『対話の力〜宇宙を語る〜』を放送）

デーゲーム中継（CBCドラゴンズサンデー）が終了次第、繰上げ放送、短縮、休止の場合もある。また、『荒木とよひさの明るく元気にヨーイドン!』がデーゲーム中継時は19:00 - 19:30に移動する為、通常内包番組扱いとなる『対話の力』を別番組扱いとして、18:45までの放送とする。
ナイターの場合は17:53までの短縮放送となるが、横浜DeNAベイスターズ主催試合など17時プレイボールの場合は休止する。また、別途特番編成がある場合は放送時間が短縮になることがある。
ナイターオフ期
- 2009年10月11日 - 2010年4月4日 （日曜日17:00 - 20:00）

- 2010年10月10日 - 2011年4月3日 （日曜日17:00 - 19:00）

- 2011年10月23日 - 2012年3月25日 （日曜日17:00 - 19:00）

- 2012年10月7日 - 2013年3月24日 （日曜日16:30 - 19:00）

- 2013年10月6日 - 2013年12月22日 （日曜日16:30 - 19:00）

- 2014年1月5日 - 2014年3月23日 （日曜日16:30 - 18:30）

- 2014年10月5日 - 2015年3月22日 （日曜日16:30 - 18:15）

- 2015年10月4日 - 2016年3月20日 （日曜日16:30 - 19:00）

- 2016年10月2日 - 2017年3月26日 （日曜日16:30 - 18:45）

土曜日時代

- 2017年4月1日 - 2018年9月29日 , 2022年4月2日 - 10月1日

（土曜日12:20 - 16:45）
- 2018年10月6日 -  2020年3月28日，2020年10月3日 - 31日，2021年4月3日 - 2022年3月19日

（土曜日12:20 - 16:15）
デーゲーム中継（CBCドラゴンズサタデー）放送時は試合開始直前までの放送となるが、デーゲーム中継が早く終了した場合は次番組の開始時刻までスポ音を放送する。尚、中継予定の試合がない、または中止の場合はフル放送となる。
- 2020年4月4日 - 9月26日

（土曜日12:20 - 16:30）
- 2020年11月7日 - 2021年3月20日

（土曜日12:20 - 16:00）
- 2022年10月8日 - 2024年3月30日

（土曜日12:20 - 16:15）
- 2024年4月6日 -

（土曜日12:20 - 13:00）

## パーソナリティー
- 若狭敬一（CBCアナウンサー）

## コーナー紹介

### 2009年ナイターイン期
- ゲストコーナー - 様々なゲストと一緒にトーク。番組のタイトルにちなんで、スポーツの話をするのが恒例。
- ドラゴンズリポート - ドラゴンズの最新情報を解説。
- スポーツフラッシュ - その日の色々なスポーツ情報をいち早く放送。

### 2009年ナイターオフ期
- ゲストコーナー - （内容は同上）
- ドラゴンズリポート - （内容は同上）
- スポーツフラッシュ - （内容は同上）
- おくりうた - 大切な人へ大切な歌を送る内容。
- 落合英二のここだけのドラゴンズ - 落合英二がドラゴンズの裏話を語る内容。
- 小川健太のオレといっしょにルーキーソング - 小川健太が最新アーティストにインタビュー。
- 若狭敬一のNO TALK NO LIFE - 毎週フリーテーマで語る内容。

### 2010年ナイターイン期
- スポーツフラッシュ - （内容は同上）
- 小川健太のオレといっしょにルーキーソング - （内容は同上）

### 2010年ナイターオフ期
- スポーツフラッシュ - （内容は同上）
- 小川健太のオレといっしょにルーキーソング - （内容は同上）
- 若狭敬一のNO TALK NO LIFE - （内容は同上）
- 柳沢彩美のHAPPY ブックス♪ - 柳沢彩美が電子書籍サイト「hicbc ブックス」を紹介する内容。

### 2011年ナイターイン期
- スポーツフラッシュ - （内容は同上）
- 小川健太のオレといっしょにルーキーソング - （内容は同上）
- 若狭敬一のNO TALK NO LIFE - （内容は同上）
- 柳沢彩美のHAPPY ブックス♪ - （内容は同上）

### 2011年ナイターオフ期
- スポーツフラッシュ - （内容は同上）
- 小川健太のオレといっしょにルーキーソング - （内容は同上）
- 若狭敬一のNO TALK NO LIFE - （内容は同上）
- 柳沢彩美のHAPPY ブックス♪ - （内容は同上）

### 2012年ナイターイン期
- 呑処・若ちゃん - ドラゴンズが負けた日だけ発生。居酒屋に愚痴を言いたいドラファンが集うという設定で、リスナーの怒りのメールを紹介。テーマ曲は大下八郎『おんなの宿』。
- スポーツフラッシュ - （内容は同上）
- 小川健太のオレといっしょにルーキーソング - （内容は同上）
- 若狭敬一のNO TALK NO LIFE - （内容は同上）
- 柳沢彩美のHAPPY ブックス♪ - （内容は同上）

### 2012年ナイターオフ期
- スポーツフラッシュ - （内容は同上）
- 小川健太のオレといっしょにルーキーソング - （内容は同上）
- 若狭敬一のNO TALK NO LIFE - （内容は同上）
- 柳沢彩美のHAPPY ブックス♪ - （内容は同上）
- 思い出ジュークボックス - 1990年代の思い出のアルバム、曲をピックアップ。

### 2013年ナイターイン期
- 呑処・若ちゃん - （内容は同上）
- スポーツフラッシュ - （内容は同上）
- 落合英二のここだけのドラゴンズ - （内容は同上）
- 若狭敬一のNO TALK NO LIFE - （内容は同上）
- 柳沢彩美のHAPPY ブックス♪ - （内容は同上）
- 思い出ジュークボックス - （内容は同上）

### 2013年ナイターオフ期
- スポーツフラッシュ - （内容は同上）
- 落合英二のここだけのドラゴンズ - （内容は同上）
- 若狭敬一のNO TALK NO LIFE - （内容は同上）
- 柳沢彩美のHAPPY ブックス♪ - （内容は同上）
- 思い出ジュークボックス - （内容は同上）
- インタビュールーム - CBCの新人アナウンサー、江田亮、阿部優貴子がアーティストゲストさんを直撃インタビュー。

### 2014年ナイターイン期
- 勝どき酒場・わかさ屋 - ドラゴンズが勝った日だけ発生。勝ち試合のハイライトや勝負の分岐点を、リスナーの喜びのメール紹介とともに振り返る。テーマ曲は細川たかし『北酒場』。
- 呑処・若ちゃん - （内容は同上）
- スポーツフラッシュ - （内容は同上）
- 若狭敬一のNO TALK NO LIFE - （内容は同上）
- 落合英二のここだけのドラゴンズ - （内容は同上）
- 柳沢彩美のハッピーミュージック - 洋楽大好きな柳沢彩美が、洋楽苦手な若狭敬一に、毎週1曲洋楽の名曲を紹介する。

### 2014年ナイターオフ期
- スポーツフラッシュ - （内容は同上）
- 若狭敬一のNO TALK NO LIFE - （内容は同上）
- 落合英二のここだけのドラゴンズ - （内容は同上）
- 柳沢彩美のハッピーミュージック - （内容は同上）

### 2015年ナイターイン期
- 勝どき酒場・わかさ屋 - （内容は同上）
- 呑処・若ちゃん - （内容は同上）
- スポーツフラッシュ - （内容は同上）
- 若狭敬一のNO TALK NO LIFE - （内容は同上）
- 山田久志の栄光に近道なし - 山田久志がプロ野球の魅力を語る内容。
- 柳沢彩美のハッピーミュージック - （内容は同上）

### 2015年ナイターオフ期
- スポーツフラッシュ - （内容は同上）
- 若狭敬一のNO TALK NO LIFE - （内容は同上）
- 山田久志の栄光に近道なし - （内容は同上）
- 柳沢彩美のハッピーミュージック - （内容は同上）

### 2016年ナイターイン期
- 勝どき酒場・わかさ屋 - （内容は同上）
- 呑処・若ちゃん - （内容は同上）
- スポーツフラッシュ - （内容は同上）
- 若狭敬一のNO TALK NO LIFE - （内容は同上）
- 山田久志の栄光に近道なし - （内容は同上）
- 柳沢彩美のハッピーミュージック - （内容は同上）

### 2016年ナイターオフ期
- スポーツフラッシュ - （内容は同上）
- 若狭敬一のNO TALK NO LIFE - （内容は同上）
- 山田久志の栄光に近道なし - （内容は同上）
- 柳沢彩美のハッピーミュージック - （内容は同上）

### 2017年ナイターイン期
- ドラゴンズウイークリーハイライト - （前週土曜日から前日までの1週間のドラゴンズを実況音声を交えて振り返る）
- スポーツフラッシュ - （内容は同上）
- 山田久志の栄光に近道なし - （内容は同上だが、柳沢のコーナーと隔週放送となる）
- 柳沢彩美のハッピーミュージック - （内容は同上だが、山田のコーナーと隔週放送となる）
- 小松辰雄の直球勝負 - （14時以降も放送がある場合を中心に放送。小松がプロ入りするまでを語る）
- 試合直前情報 - （試合中継の実況もしくはリポーター担当のCBCアナウンサーによる直前情報）

※公開録音時は「山田久志の栄光に近道なし」及び 「柳沢彩美のハッピーミュージック」を休止し、ゲストとのトークや収録会場のグルメ紹介、担当者が出演してのお知らせのコーナーを行う。

### 2017年ナイターオフ期
- ドラゴンズハイライト - （毎週1人の選手を決め、その選手の2017年シーズンを実況音声を交えて振り返る）
- 今日、私○○してます - （毎週1人のリスナーに12時台、15時台、16時台の3回電話をつなぎ、今何をしているかを電話リポートしてもらう）
- スポーツフラッシュ - （内容は同上）
- 山田久志の栄光に近道なし - （内容は同上だが、柳沢のコーナーと隔週放送となる）
- 柳沢彩美のハッピーミュージック - （内容は同上だが、山田のコーナーと隔週放送となる）
- 山内彩加のハッピーエンターテインメント - （山内彩加アナウンサーによるアーティストへのインタビューコーナー）

※15時以降は戸井康成が登場する。
- 週刊ペラペラマガジン - （毎週1冊の雑誌を決め、その雑誌を適当にペラペラめくり、その内容でトークする）
- スポ音ありなしスタジアム - （議題を決め、その議題に対して戸井と若狭がありかなしか、その理由をトークする）
- 大喜利コーナー - （シーズン中は戸井が担当するドラ魂ナイトで行われているコーナー。オフシーズンは2016年まではドラ魂KINGで放送されていたが、2017年シーズンは1時間枠になった為スポ音で放送することとなった。）

### 2018年ナイターオフ期
- ドラゴンズハイライト - （毎週1人の選手を決め、その選手の2018年シーズンを実況音声を交えて振り返る）
- 今日、私○○してます - （内容は同上）
- スポーツフラッシュ - （内容は同上）
- 山田久志の栄光に近道なし - （内容は同上だが、毎週放送となる）
- 大谷ノブ彦のキスころ濃縮版 - （内容は同上）
- 山内彩加のハッピーエンターテインメント - （内容は同上だが、毎週放送となる）
- 柳沢彩美のハッピーミュージック - （内容は同上だが、毎週放送となる）

※15時以降は戸井康成が登場する。
- スポ音ドリームドラフト！ - （毎回ルーレットで数字を引き、その数字が背番号の下1桁に含まれる選手を若狭と戸井が総年俸20億を上限に指名する。年俸は2018年シーズンの推定年俸で計算。また、2018年シーズンオフで背番号が変更になった場合、下1桁が同じでなければ指名無効となる。）

※15時40頃からは榊原悠介アナウンサーが登場する。
- 榊原悠介のドラ番リポート - （榊原アナウンサーが当日のドラゴンズの動きをリポートする。）

### 2019年ナイターイン期
- ドラゴンズウィークリーハイライト
- 大谷ノブ彦のキスころ濃縮版
- 山田久志の栄光に近道なし/山内彩加のハッピーエンターテインメント（隔週交代）

### 2019年ナイターオフ期
- ドラゴンズハイライト
- 今日、私○○してます
- 山田久志の栄光に近道なし
- 大谷ノブ彦のキスころ濃縮版（14時過ぎ）
- 山内彩加のハッピーエンターテインメント（2020年4月18日まで）

15時台からエンディングまで戸井康成が、またらじお女子が定期公演の合間に1コーナー出演する。
- スポ音ドリームドラフト - （カルビーのプロ野球チップスを使い、ランダムに付いてくるカードを戸井と若狭で引き合ってチームを編成し、春のプロ野球開幕前にゲーム対決をする）

### 2020年ナイターイン期
プロ野球が新型コロナウィルスの影響で開幕が遅れたため、開幕まで一部のコーナーがオフから暫定的に継続された。
- ドラゴンズハイライト - （プロ野球開幕まで）
- 大谷ノブ彦のキスころ濃縮版
- 今日、私○○してます - （新型コロナウィルス感染症の緊急事態宣言発令後は、一人のリスナーに複数回繋ぐ形を変更し、従来より回数を増やして多くのリスナーと電話で話す内容に）
- 山田久志の栄光に近道なし
- 柳沢彩美のハッピーミュージック - （柳沢が産休から復帰したのと、新型コロナウィルスの影響でアーティストのプロモーションが自粛されたため「ハッピーエンターテインメント」を休止してこのコーナーを再開・2020年4月25日から）

15時台の戸井康成の出演も開幕前まで継続。
- スポ音ドリームドラフト・妄想選手名鑑 - （前期で余ったプロ野球チップスのカードを使い、引き当てた選手の項目に書いてあったら面白い事を投稿してもらう）

### 2020年ナイターオフ期
オープニングトークの他、メッセージテーマを設定するなどリニューアルを実施した。15時台は週替わりでゲストを迎える。
- 今日、私〇〇してます
- 大谷ノブ彦のキスころ濃縮版
- スポーツフラッシュ - （内容は同上）
- 光山雄一朗の気になったので聞いてみました - 光山が世の中の気になったことを深掘りする。
- 山田久志の栄光に近道なし
- 山内彩加のハッピーエンターテインメント
- 柳沢彩美のハッピーミュージック
- ヒヨコで踊るラジオ

### 2021年ナイターイン期
- ドラゴンズハイライト
- 山田久志の栄光に近道なし/大谷ノブ彦のキスころ濃縮版［隔週交代］
- スポーツフラッシュ - （内容は同上）
- ロバートの家電研究所（RKBラジオ制作）

### 2021年ナイターオフ期
12時台
- 大谷ノブ彦のキスころ濃縮版

13時台
- スポーツフラッシュ - （内容は同上）
- 光山雄一朗の気になったので○○してみました
- ロバートの家電研究所

14時台
- 山内彩加のハッピーエンターテインメント
- らじリク - らじお女子メンバーが週替わりで出演し、推し曲をプレゼンする。
- 山田久志の栄光に近道なし

15時台
- ゲストコーナー
- つきイチジャック - 毎月第４週の１５:０５～１５:５０の時間に、CBCラジオの若手ディレクターがラジオの枠にとらわれずに若い出演者と組んで自由な企画を放送。

### 2022年ナイターイン期
- ドラゴンズハイライト
- 山田久志の栄光に近道なし/大谷ノブ彦のキスころ濃縮版［隔週交代］
- スポーツフラッシュ - （内容は同上）
- ロバートの家電研究所

## 派生ユニット
- 永岡健太 - CBCアナウンサーの永岡歩、小川健太の2人組のユニット。